# Municipio de Worth (Indiana)
El municipio de Worth (en inglés: Worth Township) es un municipio ubicado en el condado de Boone en el estado estadounidense de Indiana. En el año 2010 tenía una población de 2454 habitantes y una densidad poblacional de 49,63 personas por km².

## Geografía
Según la Oficina del Censo de los Estados Unidos, tiene una superficie total de 49.45 km², de la cual 49,45 km² corresponden a tierra firme y (0 %) 0 km² es agua.

## Demografía
Según el censo de 2010, había 2454 personas residiendo. La densidad de población era de 49,63 hab./km². De los 2454 habitantes, estaba compuesto por el 95,07 % blancos, el 1,22 % eran afroamericanos, el 0,24 % eran amerindios, el 0,81 % eran asiáticos, el 0,98 % eran de otras razas y el 1,67 % eran de una mezcla de razas. Del total de la población el 2,44 % eran hispanos o latinos de cualquier raza.